# Hajime Isogai
Hajime Isogai (japanisch 磯貝一, * 26. Oktober 1871 in Nobeoka; † 19. April 1947) war ein japanischer Judoka und einer der ersten Träger des 10. Dan.

## Karriere
Mit 17 Jahren zog er nach Tokio, um dort die Aufnahmeprüfung für die Marineakademie abzulegen, welche er jedoch nicht bestand. Währenddessen trat er dem Kodokan im Jahr 1891 bei. Ab 1899 war er in Kyoto als Judo-Lehrer tätig und bildete im Auftrag von Jigoro Kano zahlreiche Trainer aus, um das Judo zu verbreiten. Eine seiner bedeutendsten Leistungen war die Entwicklung des Bodenkampfs im Judo, auch bekannt als Ne-Waza. Durch seine innovativen Techniken und Trainingsmethoden verlieh er dem Judo eine neue Dimension und trug maßgeblich zur Weiterentwicklung dieser Kampfkunst bei. Als Anerkennung für seine außergewöhnlichen Verdienste im Judo wurde ihm am 22. Dezember 1937 von Jigoro Kano der 10. Dan verliehen, die höchste Auszeichnung im Judo.

## Trivia
Im Jahr 1895 führten Hajime Isogai (als Uke) und Sakujiro Yokoyama (als Tori) die Nage-no-Kata auf einer Bühne ohne Tatami-Matten vor. Dies geschah, weil der Kodokan und Jigoro Kano die Gelegenheit nutzen wollten, das Judo bei einem Kampfsportfest zur Gründung einer nationalen Kampfsportvereinigung in Japan bekannter zu machen. Leider konnten die bestellten Tatami-Matten nicht rechtzeitig geliefert werden.